# بات ميرفي (لاعب كرة قاعدة)
بات ميرفي (بالإنجليزية: Pat Murphy)‏ هو لاعب كرة قاعدة أمريكي، ولد في 28 نوفمبر 1958 في نيويورك في الولايات المتحدة.

## وصلات خارجية
- بات ميرفي على موقعبيزبول رفرنس.كوم (الدوري الثانوي) (الإنجليزية)
- بات ميرفي على موقع أوليمبيديا (الإنجليزية)